# Paralympiske Lege
De paralympiske lege (forkortet PL) kendes også som handicap-OL, og er det største og mest prestigefyldte idrætsstævne for handicappede idrætsudøvere. Paralympiske lege afholdes i umiddelbar forlængelse af de olympiske Lege i samme værtsby og med de samme faciliteter. De paralympiske lege er for fysisk handicappede og synshandicappede og afholdes af den Internationale Paralympiske Komite IPC, som samarbejder med IOC, den Internationale Olympiske Komite. I Danmark er det Parasport Danmark, der fungerer som national paralympisk komite.

## Historie
I 1948 afholdt Sir Ludwig Guttmann en række idrætskonkurrencer for rygskadede veteraner fra 2. verdenskrig i Stoke Mandeville, England. Fire år senere deltog også hollandske handicappede idrætsfolk og dermed var en international bevægelse startet. Stoke Mandeville legene blev herefter afholdt årligt. Guttmanns vision var at etablere noget der svarede til de olympiske lege, og i samarbejde med bl.a. den IOC den internationale oplympiske komité  blev det første handicap-OL afviklet i Rom, Italien, med åbning seks dage efter afslutningsceremonien for sommer-OL 1960. Siden da er der blevet afholdt PL parallelt med OL. Det var dog først i 1984, IOC officielt gik ind og anerkendte legene, hvorefter de skiftede navn til Paralympics. Det første vinter-PL fandt sted i 1976.